# Préfecture de Mie

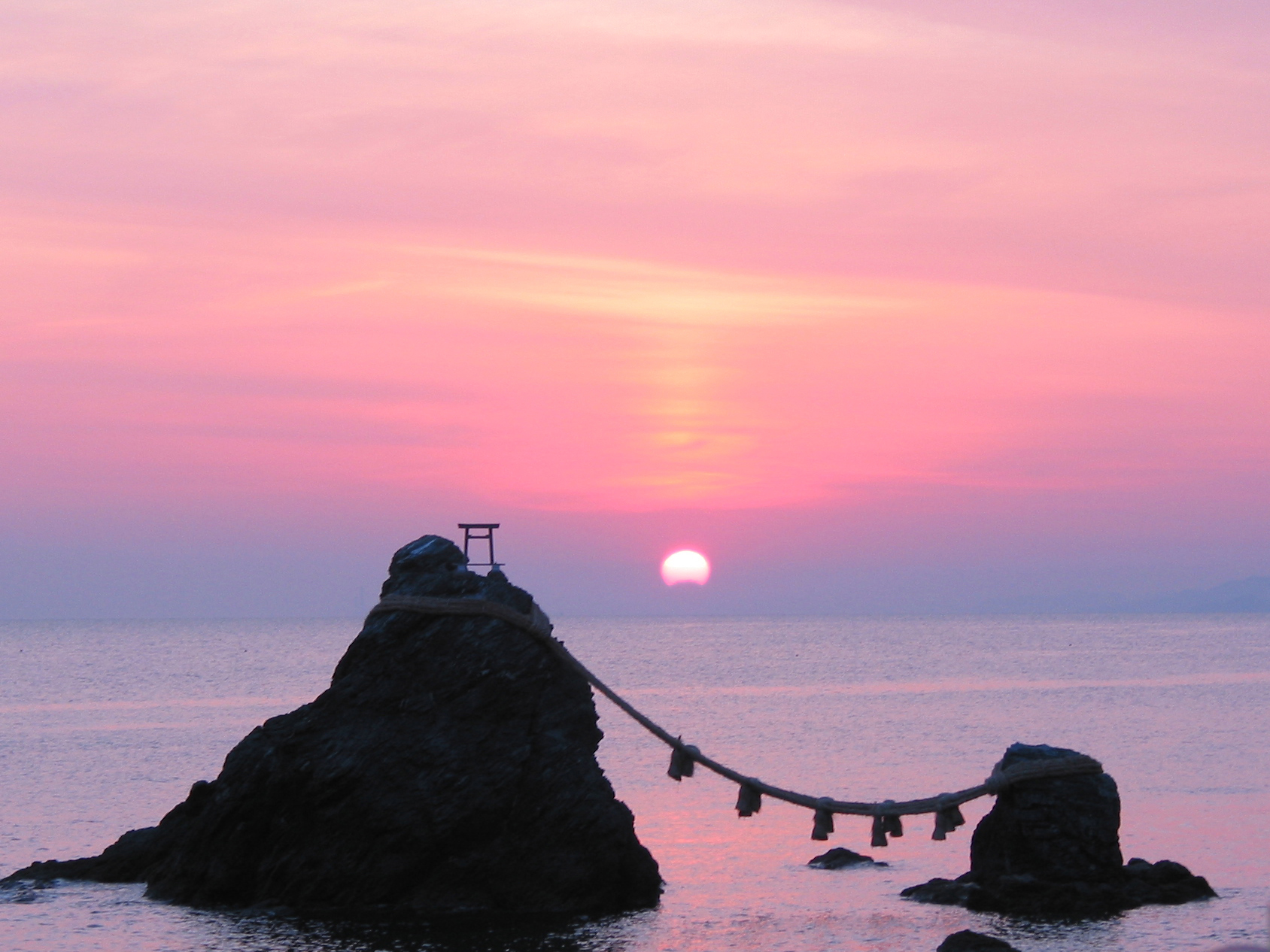
La paire de rochers Meoto Iwa au large de la ville d'Ise, préfecture de Mie, au lever du soleil

 (juin 2023).
Si vous disposez d'ouvrages ou d'articles de référence ou si vous connaissez des sites web de qualité traitant du thème abordé ici, merci de compléter l'article en donnant les références utiles à sa vérifiabilité et en les liant à la section « Notes et références ».
Mie (三重県, Mie-ken) est une préfecture du Japon située au sud de l'île de Honshū.

## Histoire
La préfecture de Mie a été fondée après la restauration de Meiji à partir des anciennes provinces d'Ise, de Shima et d'Iga.

## Géographie
Elle est entourée des préfectures d'Aichi, Gifu, Shiga, Kyoto, Nara et Wakayama.
Elle est située à l'est de la péninsule de Kii, et fait partie de la région du Kansai (également appelée Kinki) mais est relativement proche de la ville de Nagoya, dont elle abrite une partie de la banlieue. La préfecture est assez montagneuse, entourée d'une plaine côtière autour de la baie d'Ise. La péninsule de Shima constitue une barrière montagneuse. Côté Pacifique, sur Shima, les montagnes plongent directement dans l'océan, décrivant de petites criques.
En 2000 les 5 776,44 km2 de la préfecture de Mie étaient divisés comme suit :
- 64,8 % de forêts, en grande partie des zones montagneuses ;
- 11,5 % des terres consacrées à l'agriculture ;
- 6 % sont loties en zones résidentielles ;
- 3,8 %  en routes ;
- 3,6 % en rivières.

Les 10,3 % restants ne sont pas comptabilisés.

### Villes
Quatorze villes sont situées dans la préfecture de Mie :
- Iga
- Inabe
- Ise
- Kameyama (亀山)
- Kumano
- Kuwana
- Matsusaka
- Nabari
- Owase
- Shima
- Suzuka
- Toba
- Tsu (capitale)
- Yokkaichi

### Districts
On compte en plus de ces quatorze villes, quinze bourgs répartis en sept districts :
| - District d'Inabe - Tōin - District de Kitamuro - Kihoku - District de Kuwana - Kisosaki - District de Mie - Asahi - Kawagoe - Komono | - District de Minamimuro - Kihō - Mihama - District de Taki - Meiwa - Ōdai - Taki - District de Watarai - Minamiise - Taiki - Tamaki - Watarai |

## Économie
L'industrie de la préfecture de Mie est centralisée autour du transport : bateaux et voitures, chimie, pétrochimie et raffinage.
Les produits agricoles sont le thé, le bœuf (le réputé bœuf de Matsusaka) et le riz.
Mie est également le lieu de création des premières perles de culture au monde. L'industrie perlière léguée par le fondateur Kōkichi Mikimoto (御木本 幸吉, Mikimoto Kōkichi) continue à exercer la culture des perles sur l'île Mikimoto Shinju (ミキモト真珠島, Mikimoto Shinju-jima, l'île des perles Mikimoto), en baie d'Ise.

## Culture
La préfecture abrite les sanctuaires impériaux d'Ise, qui font partie des sites sacrés et chemins de pèlerinage dans les monts Kii.
Le quartier d'Iga-Ueno dans la ville d'Iga est connu comme l'un des berceaux des ninjas au Japon, et l'on y trouve un musée sur le sujet.
Le Mie Prefectural Art Museum (三重県立美術館, Mie kenritsu bijutsukan) est un musée ouvert en 1982 à Tsu, dont la collection a un accent particulier sur la peinture yō-ga.

## Jumelages
La préfecture de Mie est jumelée avec les municipalités ou régions suivantes :
- Henan (Chine) depuis le 19 novembre 1986 ;
- Province de Valence (Espagne) depuis le 2 novembre 1992 ;
- État de São Paulo (Brésil) depuis le 7 novembre 1973 ;
- Palaos (Palaos) depuis le 25 juillet 1996.